# 狗牙根
狗牙根（學名：Cynodon dactylon），亦称绊根草（植物名实图考）、铁线草、爬根草、咸沙草、百慕達草，多年生草本植物。

## 形态
狗牙根秆常匍匐地面上，节着土易生根，初夏抽花穗时，秆始上伸，顶生3-6枚穗状花序排成指状，夏秋开花。

## 分布
狗牙根多生于路边或草地上。广布于温带地区，中国大陸黄河以南各地都有分布。台灣亦有原生種恆春狗牙根 。

## 用途
狗牙根为家畜的优良饲料，根状茎供药用，可清血。因其根状茎蔓延力强，常用以铺建草坪，或栽于堤岸上保土固堤。

## 延伸阅读
[在维基数据编辑]
 《植物名實圖考·絆根草》，出自吳其濬《植物名實圖考》